# Hamid Belhaj

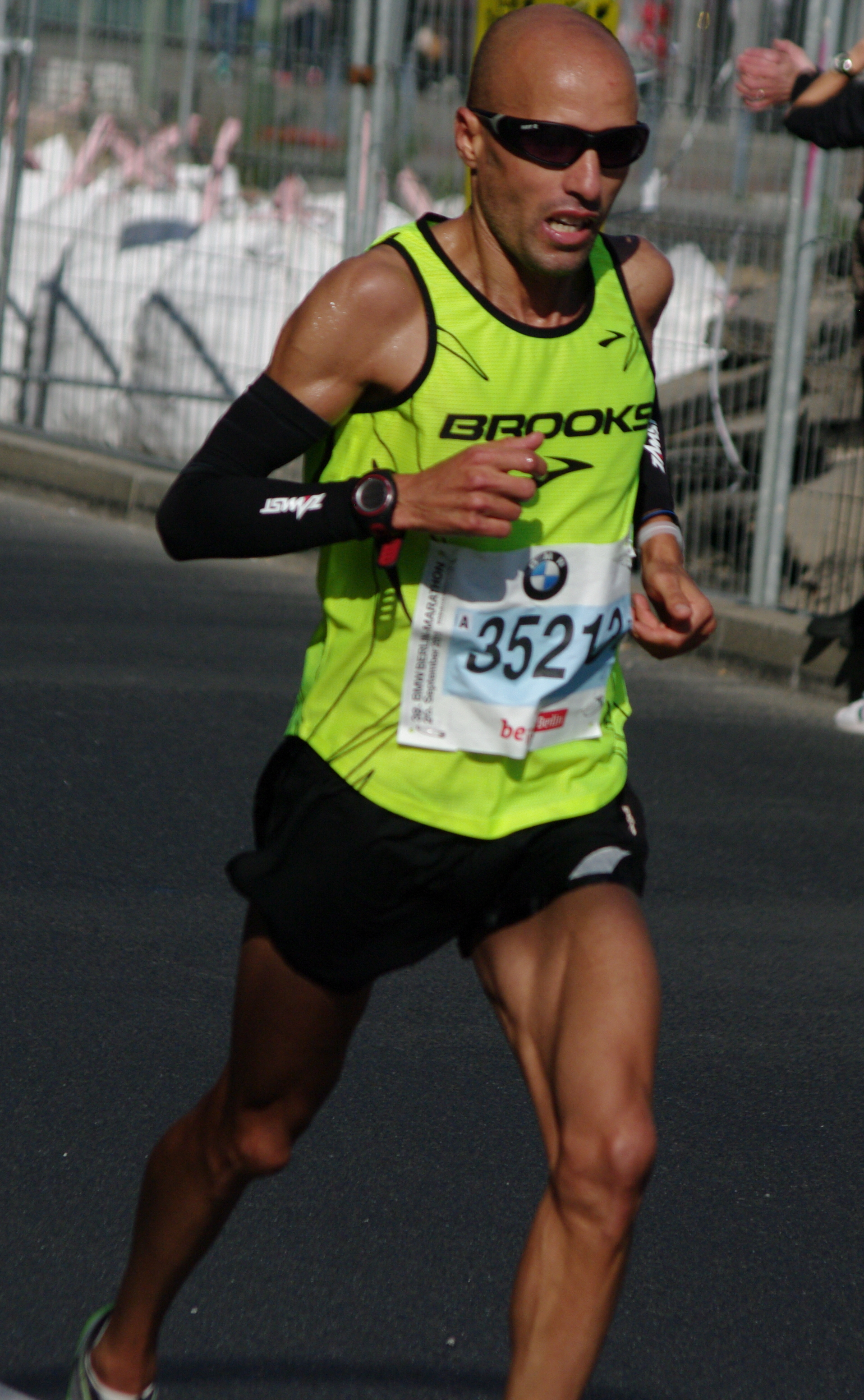
Beim Berlin-Marathon 2011

Hamid Belhaj (* 19. Juli 1968) ist ein französischer Langstreckenläufer. Nachdem er beim Paris-Marathon 2009 seine Bestzeit um mehrere Minuten auf 2:14 h verbessern konnte, vertrat Belhaj sein Land bei den Weltmeisterschaften 2009. Dort war er ältester Teilnehmer im Feld. 2011 gewann er die 55-Kilometer-Wertung beim Eco-Trail de Paris.